# Moshe Stekelis
Moshe Stekelis (hebräisch משה שטקליס; geboren 18. Juni 1898 in Kamjanez-Podilskyj, Russland; gestorben 12. März 1967 in Jerusalem, Israel) war ein russisch-israelischer Archäologe und Hochschullehrer an der Hebräischen Universität Jerusalem.

## Leben
Stekelis studierte an der Universität Odessa Archäologie. Er schloss 1924 sein Studium mit dem Master ab. Während seines Studiums war er stellvertretender Direktor des Archäologischen Museums Odessa. Von 1921 bis 1924 war er außerdem Direktor der Archäologischen Bibliothek Odessa.
Die kurz nach der Oktoberrevolution einsetzende Judenverfolgung und der erstarkende sowjetische Antisemitismus führten 1924 zur Verhaftung von Stekelis und seiner Verbannung nach Sibirien wegen zionistischer Aktivitäten.
Während seiner Verbannung arbeitete und forschte Stekelis dort weiter als Archäologe. 1927 kehrte er aus der Verbannung zurück.
1928 wanderte Stekelis nach Palästina aus. Dort arbeitete er als Dozent an der Hebräischen Universität in Jerusalem.
In den frühen 1930er Jahren promovierte er bei Henri Breuil in Paris. 1948 wurde er Professor für Ur- und Frühgeschichte an dieser Universität. Stekelis gründete die prähistorische Bibliothek in Jerusalem und ein archäologisches Museum in Haifa.
Stekelis starb zu Hause, während er mit seinen Mitarbeitern neue Ausgrabungen im Jordangraben plante.

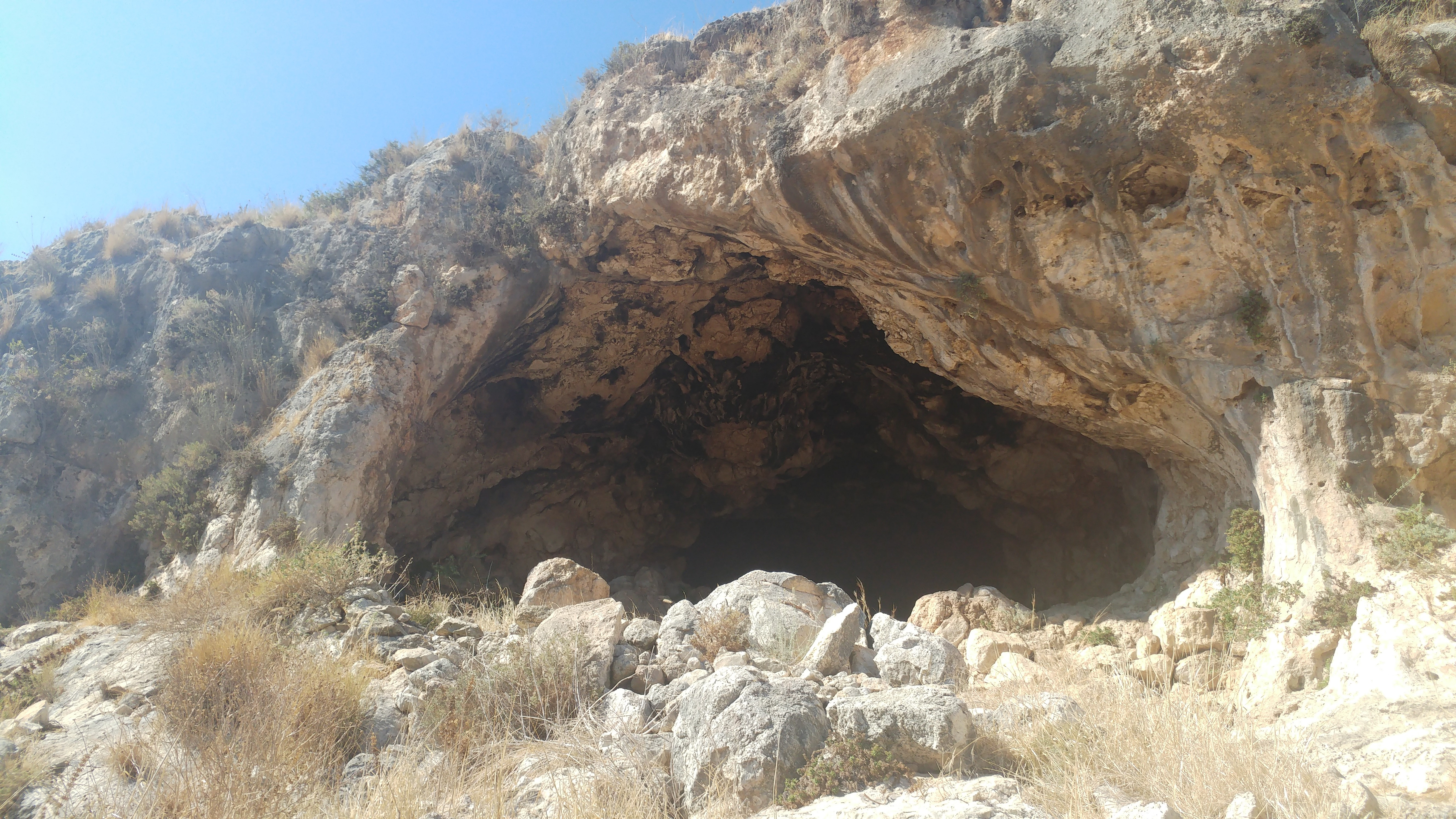
Nachal-Oren-Höhle

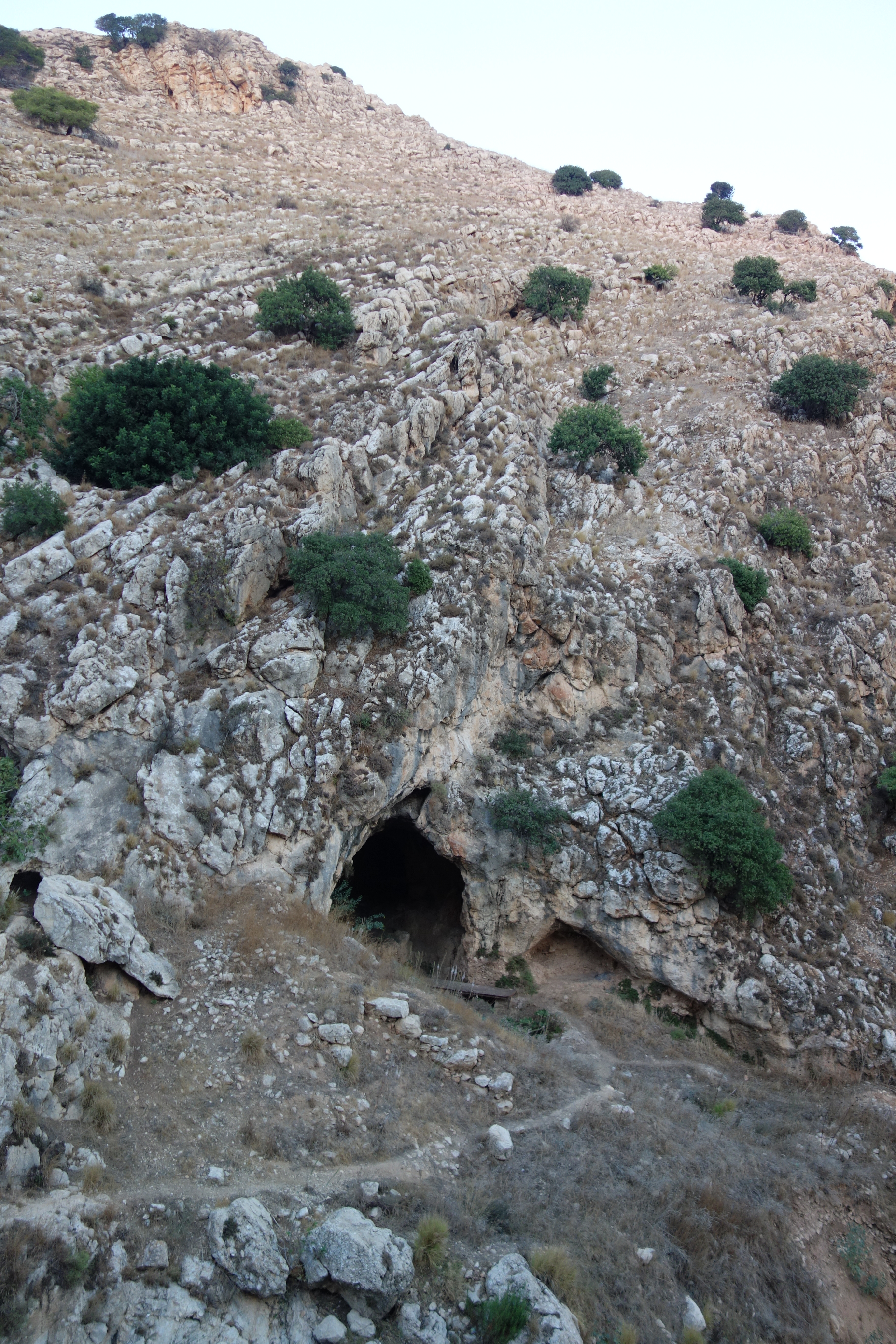
Eingang der Qafzeh-Höhle

## Ausgrabungen
Stekelis leitete viele Ausgrabungen, darunter:
- 1927, 1953–1957, 1964–1965: Kebara-Höhle[4][9]⊙
- 1931, 1940: Ramat Rachel, Bethlehem[10] ⊙[5]
- 1932–1935: Qafzeh-Höhle zusammen mit René Neuville[9] ⊙
- 1941, 1954–1956: Nachal Oren[11] ⊙
- 1942–1943: Dolmenfeld bei Ala-Safat (Damiya)[12]
- 1948–1962: Jarmuk-Kultur Sha'ar HaGolan ⊙
- 1952: Abu-Usba-Höhle (Fingerhöhle) ⊙
- 1960–1967: Ubeidiya[5]⊙

## Gedenkschrift
- Baruch Arensburg, Ofer Bar-Yosef (Hrsg.): Moshé Stekelis memorial volume (= Eretz-Israel Archaelogical, Historical and Geographical Studies Band 13). Magnes Press, Jerusalem 1977, OCLC 3931642

## Veröffentlichungen
- The Yarmukian culture of the Neolithic period, Jerusalem: Magnes Press, 1972, OCLC 935662
- Archaeological excavations at Ubeidiya, Jerusalem, Israel Academy of Sciences and Humanities, 1966, OCLC 391477
- Archaeological excavations at ʻUbeidiya, Jerusalem, Israel Academy of Sciences and Humanities, 1966, OCLC 391477
- Archaeological excavations at ʻUbeidiya, 1960–1963: the Lower Pleistocene of the Central Jordan Valley, Jerusalem, Israel Academy of Sciences and Humanities, 1966, OCLC 9089065
- Archaeological excavations at ʻUbeidiya, 1964–1966: the Pleistocene of the Central Jordan Valley, Jerusalem, Israel Academy of Sciences and Humanities, 1969, OCLC 9089112
- Ma'ayan Barukh: a lower paleolithic site in Upper Galilee zusammen mit David Gileal, Jerusalem, Israel: Center for Prehistoric Research, 1966, OCLC 19031255
- ha-Tarbut ha-yarmukhit, Jerusalem, Israel: Center for Prehistoric Research, 1966, OCLC 17944839
- Un habitat du Paléolithique supérieur à Ein Guev (Israël): note préliminaire, zusammen mit O Bar-Yosef, 1965, Masson et Cie
- Excavations at Nahal Oren, preliminary report zusammen mit Tamar Yisraeli, Israel Exploration J., 1963
- Iraq el-Baroud—Nouvelle grotte pre-historique au Mont Carmel, Bulletin of the Research Council of Israel, 1961
- La necrópolis megalítica de Ala-Safat, Transjordania, Barcelona, 1961, OCLC 41192138
- The Abu Usba cave (Mount Carmel) zusammen mit Georg Haas, Jerusalem: Israel Exploration Society, 1952, OCLC 13355929
- A new Neolithic industry: The Yarmukian of Palestine, Jerusalem, 1950, OCLC 31831132
- Further Observations on the Chronology of Mughâret Abū Uṣbaʿ in Bulletin of the American Schools of Oriental Research, Volume 89, 1943
- Ramat Rachel and Kh. Salah, Qobetz 3 zusammen mit B. Maisler, 1935, Mazie Volume, S. 4–18 (Hebräisch)
- A Jewish Tomb-Cave at Ramat Rachel, Qobetz 3, 1935, Mazie Volume, S. 19–40 (Hebräisch)
- Prehistory in Palestine: a bibliography, Jerusalem, 1932, OCLC 12144539
- Prähistorische Funde am Ras Iskander, vorläufige Mitteilung, 1932
- Übersicht über die neueren prähistorischen Funde in Palästina, W. de Gruyter, 1930